# Taxe annuelle sur les résidences mobiles terrestres

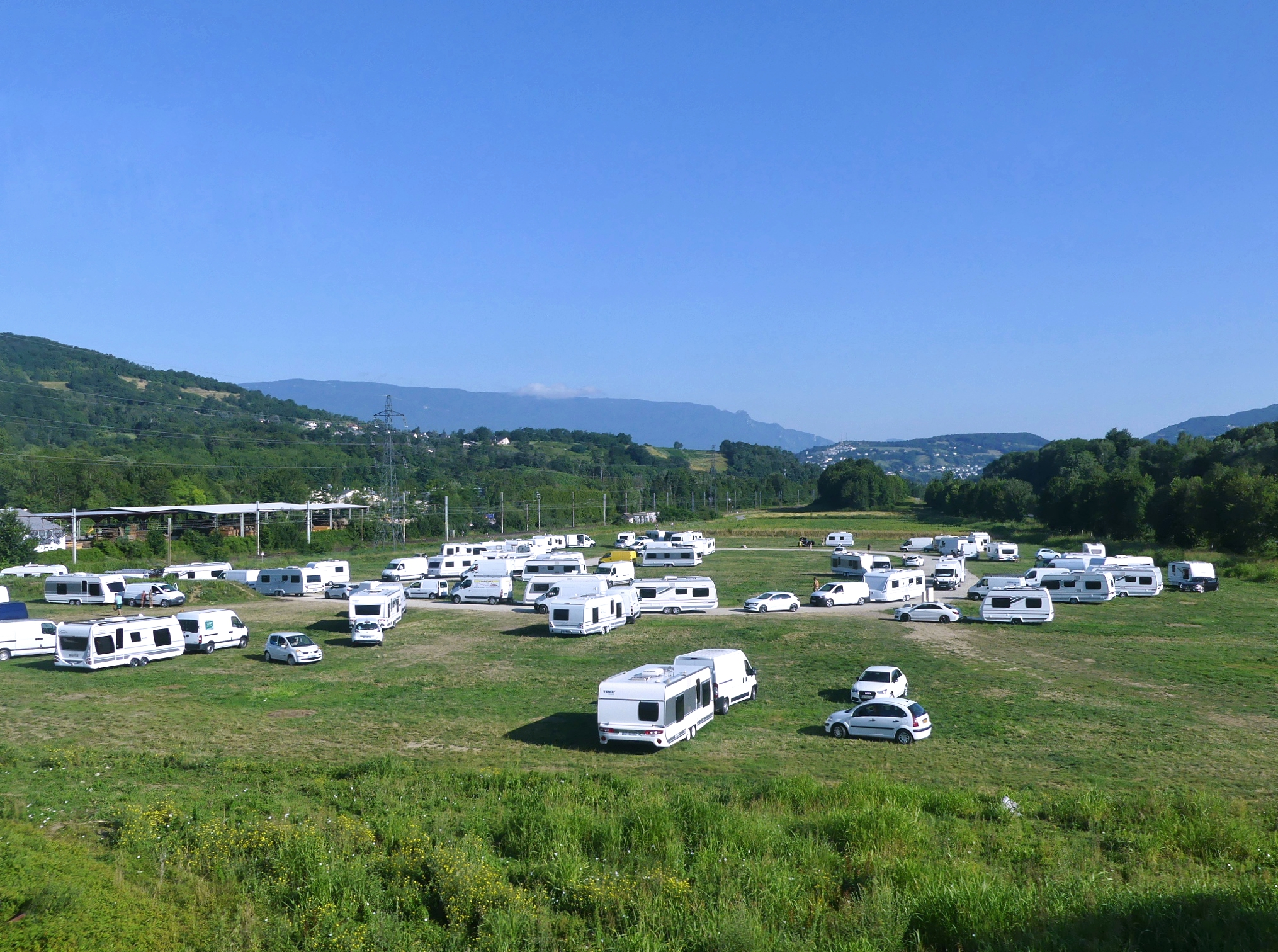
Vue, au matin, de l'aire de grands passages de La Ravoire au sud de Chambéry, en Savoie.

La taxe annuelle sur les résidences mobiles terrestres ou taxe sur les résidences mobiles est un impôt local français créé en 2006 et supprimé en 2019.

## Historique
Une première version s'intitule taxe annuelle d'habitation sur les résidences mobiles terrestres. Elle est instaurée par l'article 92 de la loi n° 2005-1719 du 30 décembre 2005 de finances pour 2006 à la suite de débats houleux au Sénat. La taxe est codifiée à l'article 1595 quater du code général des impôts. Elle prend la forme d'une taxe-vignette sur les résidences mobile d'un montant de 75 euros le mètre carré. La proposition défendue par le député Jérôme Chartier a déclenché un tollé dans la communauté des gens de voyage, dont plusieurs milliers ont défilé, 5 décembre 2005, entre les places de la République et de la Nation, à Paris, pour protester contre la taxe-vignette. Pour la Ligue des droits de l'homme, il s'agit d'une mesure arbitraire et injuste. Le montant de la taxe est notamment jugé prohibitif. Il est également rappelé que la taxe ne s'accompagne pas d'une reconnaissance légale de la caravane comme habitat et l'accès aux droits qu'implique cette définition : accès aux prêts habitat pour l'acquisition, prise en compte dans les Plans Locaux d'Urbanisme, ouverture des droits à l'allocation logement, assurance habitat.
La taxe annuelle sur les caravanes qui devait entrer en vigueur au 1er janvier 2006, a fait l'objet de divers reports par les lois de finances. Pour finalement être abrogée, sans avoir été appliquée. Une nouvelle version la taxe annuelle due sur les résidences mobiles terrestres est instaurée par la loi de finances rectificative du 29 décembre 2010. Elle est codifiée à l'article 1013 du code général des impôts. Cette deuxième version impose les propriétaires et non les occupants d'une résidence mobile terrestre.
Le décret n°2011-645 du 9 juin 2011 précise la mise en œuvre de cette taxe dont la date limite de paiement est fixée au 30 septembre de chaque année.
La loi du 28 décembre 2018 n° 2018-1317 de finances pour 2019 a supprimé la taxe. Un amendement a néanmoins été déposé pour rétablir la taxe afin de ne pas stigmatiser les gens du voyage, occupants principaux des résidences mobiles. La suppression est effective à partir du 1er octobre 2019.

## Caractéristiques

### Bénéficiaire
Le produit annuel de la taxe est réparti entre les collectivités territoriales et établissements publics de coopération intercommunale au prorata de leurs dépenses engagées pour l'accueil et à l'habitat des gens du voyage.

### Redevables
La taxe est due par les propriétaires d'une résidence mobile terrestre occupée à titre d'habitat principal. Les gens du voyage sont particulièrement concernés ainsi que tous ceux qui font de leurs caravanes ou de leurs camping-cars leurs résidences principales. Les mobile homes et bungalows dans les terrains de campings ne sont pas concernés.
Le montant de la taxe est de 150 euros ; 100 euros si la résidence mobile terrestre a entre 10 et 15 ans ; au-delà de 15 ans, le véhicule est exonéré. D'autres exonérations sont prévues.

### Produit
Le produit de la taxe serait d'epsilon selon les services du Premier ministre interrogé lors du projet de loi de finances pour 2019 qui prévoit la suppression de 22 taxes à faible rendement.